# Нікольське (аеропорт)
Нікольськоє (ICAO: UHPX) — місцевий аеропорт, розташований за 4 км на південний схід від села Нікольське на острові Берінга в Алеутському районі Камчатського краю. Забезпечує регулярне авіасполучення з Петропавловськ-Камчатським та Усть-Камчатським.

## Авіакомпанії та напрямки[1]
| Авіакомпанія                                      | Місто прибуття (аеропорт)                            |
| ------------------------------------------------- | ---------------------------------------------------- |
| Петропавловськ-Камчатський авіаційне підприємство | Петропавловськ-Камчатський (Єлізово), Усть-Камчатськ |